# Посох Асклепия
Посох Асклепия — распространённый медицинский символ.
По легенде, древнегреческий бог медицины и врачевания Асклепий, шёл, опираясь на посох, во дворец критского царя Миноса, который позвал его воскресить умершего сына. По дороге посох обвила змея, и Асклепий убил её. Следом появилась вторая змея, с травой во рту, при помощи которой она воскресила первую змею. Асклепий нашёл эту траву и с её помощью стал воскрешать мёртвых (тот же миф рассказывали о Полииде, см. также Главк (сын Миноса)).
По другой версии, появление этого символа связано с традиционной методикой избавления от паразита-гельминтоза ришта (он же дракункулёз), когда паразита вытягивали из тела человека, постепенно наматывая на палочку.
Посох Асклепия обычно изображался как деревянная палка с сучьями и символизировал связь с землёй и странствия врача.

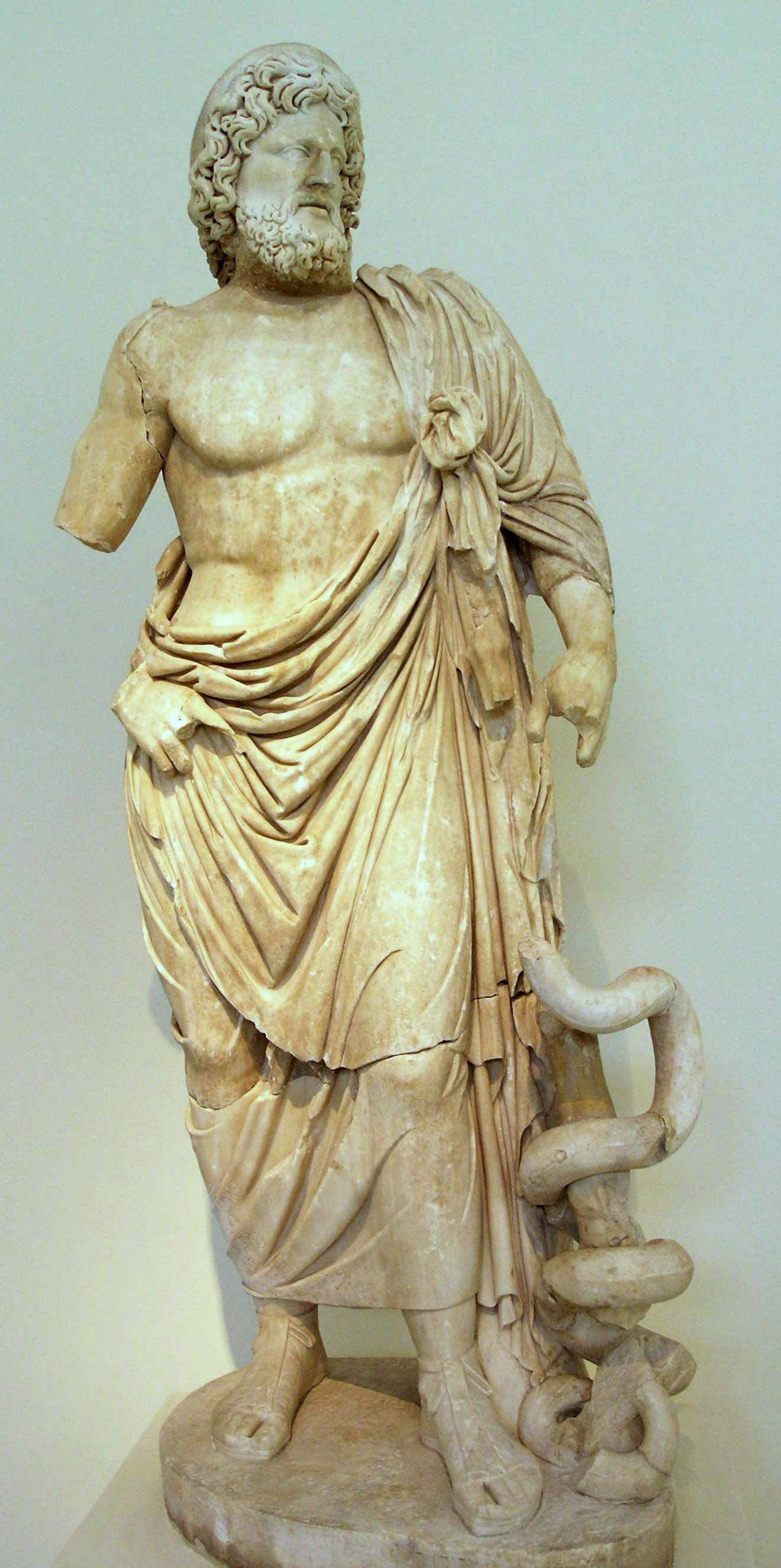
Скульптура Асклепия с жезлом, обвитым змеёй. Около 160 г. н.э.
Посох Асклепия на эмблеме Всемирной организации здравоохранения на её флаге
Звезда жизни с посохом Асклепия
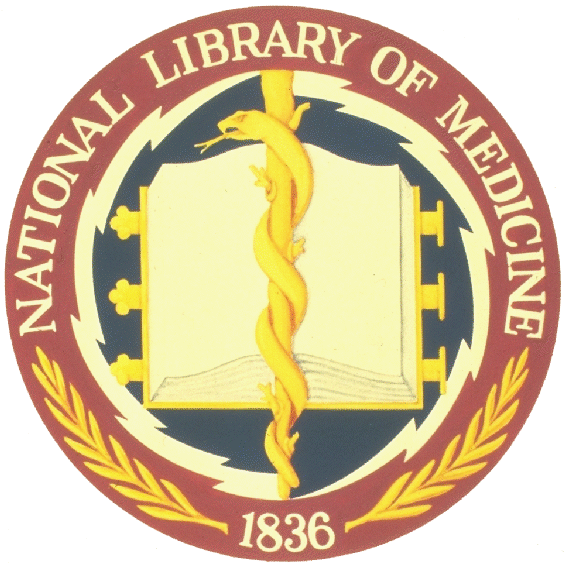
Эмблема Национальной медицинской библиотеки США
Эмблема медицинской службы ВС Швеции
Герб Бад-Зальцшлирфа
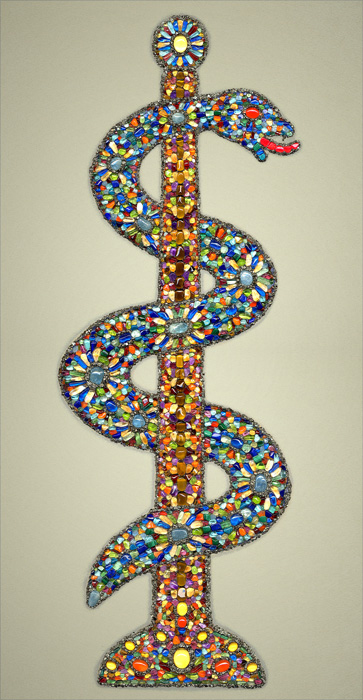
Ювелирное изделие инкрустированное драгоценными и полудрагоценными камнями, Австрия